# Sara Bareilles
Sara Bareilles, född 7 december 1979 i Eureka, Kalifornien, är en amerikansk musiker. Hon fick ett stort genombrott 2007 med singeln "Love Song" som gav henne en topp fem-placering på Billboardlistan.

## Uppväxt
Bareilles är född och uppvuxen i Eureka i norra Kalifornien. När hon gick high school sjöng hon i skolkören Limited Edition och lokala teaterproduktioner, däribland uppsättningen av Little Shop of Horrors, där hon spelade Audrey. Hon avlade examen vid Eureka Senior High School i juni 1998. I skolkatalogen blev hon samma år framröstad som "mest talangfull". Hon började därefter studera vid UCLA där hon sjöng i a cappella-gruppen Awaken.

## Karriär
Efter examen från college 2002 uppträdde Bareilles på barer och klubbar. I april 2003 gav hon ut sin första demo, "The First One" och i oktober samma år ytterligare en demo, "The Summer Sessions". 
I januari 2004 släpptes hennes första album, Careful Confessions och i april 2005 fick hon ett skivkontrakt med Epic Records. Under resten av 2005 och början av 2006 skrev hon nya låtar till sitt andra album. 2006 uppträdde hon som förband vid Marc Broussards turné. 2007 var hon förband åt Aqualung, Mika, Maroon 5 och Paolo Nutini.
I juni 2007 blev hennes singel "Love Song" tillgänglig som gratis nedladdning på musiktjänsten Itunes. Följande månad släpptes hennes album Little Voice och blev tjänstens mest nedladdade album. Albumet gick in på Billboardlistans 45:e plats. Även låten "Love Song" gick bra på olika listor och hon framförde också låten i TV:s The Tonight Show with Jay Leno i januari 2008.
Den  24 maj 2008 besökte Sara Bareilles Sverige för första gången och framförde "Love Song" på Sommarkrysset i TV4. 
Bareilles turnerade som förband åt Counting Crows och Maroon 5 mellan 22 juli och 26 augusti 2008. Första stoppet var Virginia Beach i Virginia och sista stoppet Cuyahoga Falls i Ohio.

## Diskografi

### Album
| The First One (våren 2003) 1. "Come Round Soon" (Studio Version)CC•LV 2. "Pretend" 3. "Turn To Me" 4. "City" CC•LV 5. "Gravity" CC•LV 6. "The Artist" 7. "Waiting To See" 8. "Everyday Stranger" 9. "Red" CC Några låtar finns också med på albumen: CC Careful Confessions (2004) LV Little Voice (2007) | The Summer Sessions (hösten 2003) 1. "Inside Out" CC 2. "Too Good For You, So Sorry" 3. "Red" CC 4. "Undertow" CC 5. "My Love" CC 6. "Good Girls" 7. "Love on the Rocks" CC•LV 8. "City" CC•LV 9. "Bittersweet" 10. "King Restless" 11. "The Artist" 12. "Come Round Soon" CC•LV 13. "Come Round Soon" (Studio Version) CC•LV |

| År   | Album               | Placering på listor | Placering på listor   | Placering på listor | RIAA |
| År   | Album               | US Billboard 200    | US Independent Albums | United World        | RIAA |
| ---- | ------------------- | ------------------- | --------------------- | ------------------- | ---- |
| 2004 | Careful Confessions | -                   | -                     | -                   | -    |
| 2007 | Little Voice        | 7                   | -                     | 21                  | Gold |

### Singlar
| Year | Single         | Peak positions     | Peak positions    | Peak positions | Peak positions | Peak positions   | Peak positions              | Peak positions  | Peak positions    | Peak positions | Peak positions | Album        |
| Year | Single         | United World Chart | Billboard Hot 100 | US Pop 100     | US Digital     | ARIA, Australien | Brasiliens topp 100-singlar | Kanada topp 100 | RIAZ, Nya Zeeland | Filippinerna   | Nederländerna  | Album        |
| ---- | -------------- | ------------------ | ----------------- | -------------- | -------------- | ---------------- | --------------------------- | --------------- | ----------------- | -------------- | -------------- | ------------ |
| 2007 | "Love Song"    | 9                  | 4                 | 1              | 2              | 39               | 29                          | 1               | 7                 | 4              | 5              | Little Voice |
| 2008 | "Bottle It Up" | -                  | -                 | -              | -              | -                | -                           | -               | -                 | -              | -              | Little Voice |